# Leonie Kambach
Leonie Kambach (* 8. September 2000 in Duisburg) ist eine deutsche Basketballspielerin.

## Werdegang
Kambach wuchs erst in Duisburg auf, ehe sie mit ihrer Familie nach Chur in den Kanton Graubünden zog, da ihr Vater in der Schweiz eine Arbeitsstelle antrat. Sie wurde zunächst in der Basketballschule Graubünden gefördert, spielte beim Verein Chur Basket und nahm ferner an Übungseinheiten des Grasshopper Clubs Zürich teil.
2016 kehrte Kambach nach Deutschland zurück und fand Aufnahme am Sportinternat Freiburg im Breisgau. Sie spielte für den USC Freiburg, ihr gelang der Sprung in die Damen-Basketball-Bundesliga. 2018 nahm sie in der Spielart 3-gegen-3 an der U18-Weltmeisterschaft in der Volksrepublik China und im Sommer 2019 in der herkömmlichen Spielart an der U20-Europameisterschaft teil. 2020 schloss sich Kambach der TS Jahn München (2. Bundesliga) an und nahm in der bayerischen Hauptstadt ein Studium auf. Die 1,88 Meter große Innenspielerin kam im Zweitligaspieljahr 2022/23 auf Mittelwerte von 12,1 Punkten sowie 8,1 Rebounds.
Im Sommer 2023 nahm Kambach ein Angebot des Bundesligisten BG Donau-Ries an. Mit den Nördlingerinnen stand sie in der Saison 2023/24 im Endspiel des deutschen Pokalwettbewerbs.
Im September 2024 unterschrieb Kambach beim portugiesischen Erstligisten GDESSA Barreiro. Nach kurzer Zeit wechselte sie im November 2024 zum Herner TC und kehrte damit in die 1. Bundesliga zurück. In der Sommerpause 2025 wurde sie vom Bundesliga-Konkurrenten TK Hannover verpflichtet.